# Kim Min-sok (politik)
Kim Min-sok (korejsky 김민석; * 29. května 1964 Soul) je jihokorejský aktivista, pedagog a politik, od července 2025 předseda vlády Jižní Koreje a od května 2020 poslanec Národního shromáždění. Poslanecký mandát vykonával rovněž mezi roky 1996 a 2002.

## Mládí a vzdělání
Narodil se v roce 1964 ve čtvrti Jongdungpcho-gu v Soulu do rodiny Kim Ču-wana a Kim Čchun-ok jako nejmladší ze tří bratrů. Jeho nejstarší bratr Kim Min-ung působí jako pastor v americkém státě New Jersey. Jeho druhý nejstarší bratr Kim Min-hwa zemřel v roce 1987 při dopravní nehodě.
Vystudoval Soulskou státní univerzitu, Harvardovu univerzitu, Univerzitu Čching-chua a Rutgersovu univerzitu.

## Politická kariéra
Svou politickou kariéru zahájil v roce 1990 vstupem do Demokratické strany, známé jako Malí demokraté.
Ve volbách v roce 1992 neúspěšně kandidoval do Národního shromáždění.

### Předseda vlády
Poté, co I Če-mjong zvítězil v prezidentských volbách v roce 2025, se objevily informace, že jmenuje Kim Min-soka do funkce předsedy vlády. Jeho nominaci schválilo Národní shromáždění 3. července a ještě téhož dne nastoupil do úřadu.